# Pasquale Gioia
Pasquale Gioia (Santa Croce di Morcone, 19 maggio 1872 – Molfetta, 2 aprile 1935) è stato un vescovo cattolico italiano.

## Biografia
Nacque il 19 maggio 1872 a Santa Croce di Morcone, in provincia di Benevento.
Il 30 settembre 1921 fu nominato vescovo di Molfetta, Giovinazzo e Terlizzi da papa Benedetto XV. Ricevette la consacrazione episcopale per l'imposizione delle mani del cardinale Basilio Pompilj, cardinale vescovo di Velletri, e degli arcivescovi co-consacranti Pietro Pacifici, arcivescovo di Spoleto, e Sebastião Leite de Vasconcellos, arcivescovo titolare di Damiata.
Dal 24 al 27 settembre 1924 celebrò il primo congresso eucaristico interdiocesano.
Fondò il settimanale interdiocesano Luce e Vita, il cui primo numero uscì l'11 giugno 1925.
Si spense il 2 aprile 1935 a Molfetta all'età di 62 anni.

## Genealogia episcopale
La genealogia episcopale è:
- Cardinale Scipione Rebiba
- Cardinale Giulio Antonio Santori
- Cardinale Girolamo Bernerio, O.P.
- Arcivescovo Galeazzo Sanvitale
- Cardinale Ludovico Ludovisi
- Cardinale Luigi Caetani
- Cardinale Ulderico Carpegna
- Cardinale Paluzzo Paluzzi Altieri degli Albertoni
- Papa Benedetto XIII
- Papa Benedetto XIV
- Cardinale Enrico Enriquez
- Arcivescovo Manuel Quintano Bonifaz
- Cardinale Buenaventura Córdoba Espinosa de la Cerda
- Cardinale Giuseppe Maria Doria Pamphilj
- Papa Pio VIII
- Papa Pio IX
- Cardinale Alessandro Franchi
- Cardinale Giovanni Simeoni
- Cardinale Antonio Agliardi
- Cardinale Basilio Pompilj
- Vescovo Pasquale Gioia